# Ferdinand Wilhelm
Ferdinand Wilhelm (ur. 1907, zm. ?) – zbrodniarz nazistowski, członek załogi niemieckiego obozu koncentracyjnego Flossenbürg i SS-Unterscharführer.
Członek NSDAP (od 1933) i SS. Pełnił służbę w obozie Flossenbürg od marca 1939 do likwidacji obozu jako kierownik wydziału budowlanego. Zasiadł na ławie oskarżonych w procesie US vs. Ferdinand Wilhelm i inni przed amerykańskim Trybunałem Wojskowym w Dachau i skazany został za znęcanie się nad więźniami na 3 lata pozbawienia wolności.